# 秋津洲 (水上機母艦)
秋津洲（あきつしま）は、大日本帝国海軍の水上機母艦。
秋津洲型の1番艦（同型艦は建造されず）。
日本海軍の類別上は水上機母艦だが、実際には大型飛行艇への補給、整備を任務とする艦艇であり、飛行艇母艦と呼ばれる事もある。
艦名は明治期の防護巡洋艦「秋津洲」に続き2代目。秋津洲とは、日本の別称（「記紀」(「古事記」「日本書紀」)に記された日本の本州の古名）。

## 概要
軍艦秋津洲（あきつしま、2代目）は、日本海軍が太平洋戦争で運用した水上機母艦。類別上は水上機母艦だが、飛行艇の整備補給や救難をおこなう飛行艇母艦である。二式飛行艇を艦尾のクレーンでつりあげ、後甲板に搭載して整備することが可能だった。ただし、飛行艇を搭載したままでの航行は想定していない。
秋津洲は神戸川崎重工業で1940年（昭和15年）10月末から建造がはじまり、1942年（昭和17年）4月29日に竣工した。第十一航空艦隊の第二十五航空戦隊に編入され、5月中旬にサイパン島へ進出。続いてニューブリテン島ラバウルに進出し、飛行艇部隊（横浜海軍航空隊）の支援をおこなった。8月8日には、ガダルカナル島の米艦隊攻撃にむかう第八艦隊とすれちがった（第一次ソロモン海戦）。その後、ショートランド泊地を拠点にガダルカナル島の戦いにともなうソロモン諸島の作戦に従事した。
1943年（昭和18年）2月以降、内南洋諸島で行動する機会が増えた。6月末、幌筵島に進出してキスカ島撤退作戦の支援をおこなった。その後は中部太平洋諸島で行動。1944年（昭和19年）2月17日、トラック島空襲に遭遇して損傷。メレヨン島とパラオ諸島を経由して、横須賀に帰投した。日本海軍はパラオ大空襲で工作艦明石を喪失。そこで秋津洲を工作艦に改造した。捷号作戦にそなえ、秋津洲は第一遊撃部隊（指揮官栗田健男中将、第二艦隊司令長官）に編入された。
9月上旬、秋津洲はヒ75船団に同行して九州を出撃、リンガ泊地所在の第一遊撃部隊（通称、栗田艦隊）との合流をめざす。
9月21日、マニラの日本軍は米軍機動部隊艦載機の攻撃をうけ、駆逐艦皐月等が沈没、大損害を受けた。秋津洲は特務艦神威等と共にカラミアン諸島コロン島に退避する。9月24日、ふたたび空襲をうけ給糧艦伊良湖等と共に撃沈された。

## 計画
日本海軍では、真珠湾攻撃の5年前から航空機によるハワイ攻撃作戦の研究が組織的に進められていた。
1936年（昭和11年）に海軍大学校がまとめた文書、「対米作戦用兵ニ関スル研究」には、「開戦前敵主要艦艇特ニ航空母艦AL（＝真珠湾）ニ在泊スル場合ハ敵ノ不意ニ乗ジ航空機（空母（艦載機）並ニ中艇、大艇）ニ依ル急襲ヲ以テ開戦スルノ着意アルヲ要ス」とある。もし対米戦が始まっても、アメリカ艦隊が出撃して来なければ、帝国海軍の想定した速戦即決の艦隊決戦は起きない。そこで敵の根拠地である真珠湾を航空機で（宣戦布告前に）奇襲攻撃することで開戦し、アメリカ艦隊に早期の出撃を強要することを考えたのである。その奇襲攻撃には空母艦載機の他に、航続力の大きい飛行艇（大艇、中艇）を使用するつもりだったのである。
この文書には、続いて「而シテ現状ニ於テハ大艇、中艇ハGK（＝マーシャル諸島）東端付近ヨリ出発シ予メ洋上静穏ナル地域ニ配備セル水上機母艦ニ於テ中継補給ヲ行フ等ノ手段ヲ講ズルヲ要ス」とある。この手段を、水上艦艇で具体化したものが、飛行艇母艦「秋津洲」であり、潜水艦で具体化したものが、「潜補型」であった。
水上機戦力に力を入れた帝国海軍は、大型飛行艇（九七式飛行艇や二式飛行艇）を洋上補給・整備するための新造飛行艇母艦（移動基地）を要望した。そのため水上機母艦「神威」を改装したが十分でなく、昭和14年度計画（④計画）において新艦（仮称第131号艦）を建造することとなった。当初、飛行艇母艦大型（9,950トン）と小型飛行艇母艦（2,550トン）の二種を検討したが、最終的に中型艦案にまとまった。
また昭和17年度の改⑤計画では秋津洲型3隻が建造予定だったが、戦局の変遷により建造中止になった。開戦の準備として発動された戦時急備計画（マル急計画）でも同型艦（第303号艦、予定艦名「千早」）の建造が決まり、昭和17年7月25日に起工されたが、昭和17年秋には建造中止となった。このほかに、1万1000トン級の艦隊随伴型大型飛行艇母艦、3300トン級の小型飛行艇母艦も計画された。さらに福田啓二造船中将により排水量3万トン、全長200m、幅24mの巨大艦も検討されたが、いずれも太平洋戦争の勃発により実現しなかった。

## 艦型
「秋津洲」は排水量5000トン程度であり、大型飛行艇1機を艦上で整備するという構想には無理があった。当初の計画では、艦尾のスロープから大型飛行艇をウインチで船体後部の飛行艇収容区画へ引き揚げる計画だった。ところが川西航空機が開発した二式飛行艇（重量31トン）をウインチで引き揚げるのは無理という判断により、設計を変更して艦尾に35トン電動クレーンを装備した。このクレーンが秋津洲型の最大の特徴となった。艦内には航空隊員用の居住施設、飛行艇に搭載する魚雷（36本）・爆弾・機銃弾等の弾薬庫、軽質油用タンク、工作施設を備え、通信設備も充実していた。なお秋津洲型は大型飛行艇を艦上に収容した場合、搭載機が航行中に損傷したり、あるいは操艦そのものが困難となるため、揚収中は航行しない事を前提に運用されている。
「秋津洲」が施していた特異な迷彩塗装は、同艦の初代艦長黛治夫大佐の影響であった。第一次ソロモン海戦後のラバウルで、第八艦隊参謀長大西新蔵少将が本艦の迷彩の事を「厚化粧みたいにゴテゴテ塗ってきたな」と指摘した時には「攻撃力がないから、昆虫のように保護色にしたんですよ」と黛艦長は説明している。
またラバウル停泊時、空襲を回避するため、連日の爆撃から航海士が米重爆の水平爆撃のクセを見抜き、黛艦長に進言、独自の回避行動を実践した。これは停泊中に空襲を受けた場合に、両舷の錨を右舷側に偏らせ150mの所まで錨鎖を伸ばしておき、敵機が仰角38度になった時に前進一杯を号令すると艦が急速に右舷側に動いて回避できるという方法であった。ソロモン諸島で行動する時には、座礁すれすれの場所を通ることで米潜水艦の襲撃を防いでいる。黛は単艦指揮官としての工夫を「秋津洲流兵法」、航海方法については「秋津洲流戦場航海術」と称していた。
機関は22号10型ディーゼル4基を搭載、2組ずつフルカンギアで接続し2軸とした。その他補助缶にホ号艦本式缶（空気過熱器付）2基を搭載した。電源は200KVAディーゼル発電機2基、2770KVA同1基を搭載、交流電源だった
大戦中は飛行艇用の広い後甲板とクレーンを利用して魚雷艇数隻を搭載し前線への輸送を行った。1944年（昭和19年）3月に横須賀海軍工廠で損傷修理を行った際に21号電探を前部マスト上に1基装備、機銃を増備し25mm3連装機銃6基、同単装3挺となった。また後甲板に軌条3組を設けて、魚雷艇または大発などの運搬設備を設けた。日本海軍は1944年前半に工作艦船のほとんどを喪失したため、同年8月に呉海軍工廠で臨時の工作艦任務のための改造を行った。

## 艦歴

### 建造経緯
1940年（昭和15年）10月29日、神戸川崎重工業で起工。
1941年（昭和16年）6月30日、正式に「秋津洲」の艦名が与えられる。同日附で水上機母艦に類別。
7月25日、昭和天皇の名代として久邇宮朝融王臨席のもと、秋津洲は進水。
10月15日、日本海軍は岩淵三次大佐を秋津洲艤装員長に任命する（岩淵は10月15日まで練習巡洋艦香椎艦長）。11月5日、神戸川崎重工業に秋津洲艤装員事務所を設置。
1942年（昭和17年）3月25日附で秋津洲艤装員長は黛治夫大佐に交代する（岩淵大佐は4月20日より戦艦「霧島」艦長）。
黛は4月3日に到着して、岩淵から職務を引き継いだ。当時、海軍省人事局第一課長中瀬泝大佐は黛に対し、単艦行動の多い「秋津洲」の任務は危険であること、建造予定3隻のために試用実験報告を提出するよう伝えたという。
4月18日、アメリカ軍はドーリットル空襲を敢行した。
4月21日、神戸沖で公試中の「秋津洲」は「B-25を発見、砲撃して撃退した」と報告する。「秋津洲」は岩国空の九六式陸上攻撃機2機を高角砲で誤射しており、この陸攻には被害は生じなかったものの、高角砲の破片が淡路島航路の連絡船「天女丸」周辺に降り注ぎ、それが機銃掃射と誤認されて報告されたことから空襲警報発令という事態に至った。

友軍機が敵味方識別信号を発しなかったため、黛の判断で発砲した結果だった。
「秋津洲」は4月29日に竣工。同時附で秋津洲艤装員事務所を撤去。黛艤装員長は正式に秋津洲艦長（初代）となる。横須賀鎮守府籍。ただちに横須賀に回航された。

### 飛行艇母艦
1942年（昭和17年）4月30日、「秋津洲」は横須賀に到着した。
5月5日、横須賀鎮守府司令長官平田昇中将は「秋津洲」を視察、御真影の伝達式も行われた。
5月15日、「秋津洲」、「ぶら志゛る丸」、「第一号哨戒艇」、「第二号哨戒艇」は横須賀を出撃し、サイパン島へ向かった。
途中、「ぶら志゛る丸」以下ミッドウェー作戦従事中の輸送船団と別れる（「ぶらじる丸」、哨戒艇2隻は19日サイパン着）。サイパン入港直前、「秋津洲」は米潜水艦から雷撃されるが命中しなかった。
入港後、黛はサイパン島守備隊（第五根拠地隊、司令官春日篤少将）に事情を説明したが信用されなかったという。潜水作業により、左舷後部（推進器軸上）に魚雷命中（不発）の痕跡があった。第五根拠地隊司令官はサイパン島周辺に敵潜水艦がいるため攻略船団にグァム島へむかうよう意見具申したが、認められなかった。ミッドウェー攻略船団はサイパン島に集結したが、
「秋津洲」はサイパンに一時寄港したのち、5月20日にサイパンを出発した。5月24日午後2時にニューブリテン島のラバウル到着。第25航空戦隊（司令官山田定義少将）の指揮下に入る。
第25航空戦隊には九七式飛行艇を装備した横浜海軍航空隊が所属しており、「秋津洲」は第5空襲部隊・第一特務隊（指揮官黛治夫秋津洲艦長）として、航空部隊の補給・整備・救難に従事することになった。
またラバウル所在航空隊（第十一航空艦隊）の雷撃訓練や、ラバウルを空襲する連合軍爆撃機への対空戦闘にも協力した。爆撃回避後、浮かんだ魚は艦内神社（秋津洲神社）に奉納されたあと、乗組員の食卓に供された。
6月下旬、南洋方面部隊はソロモン諸島およびニューギニア方面に航空基地を建設する為の『SN作戦』を発動。
第25航空戦隊（第5空襲部隊）は飛行場を新設するため、事前にソロモン諸島で偵察を実施、ガダルカナル島に適地を発見する（8月上旬完成見込み）。他方面での作戦と並行しつつ、ガダルカナル島へ向かう輸送船団の護衛や哨戒に従事する。
飛行艇母艦として行動していた頃は、単艦もしくは「秋風」などの駆逐艦1隻を護衛に伴っての行動が多かった。

1942年（昭和17年）8月7日、アメリカ軍はウォッチタワー作戦にともないガダルカナル島とフロリダ諸島（ツラギ島）に上陸を敢行、ガダルカナル島の戦いが始まる。黛治夫（当時秋津洲艦長）によれば、当時の「秋津洲」はラバウルにあり、第25航空戦隊（司令官山田定義少将）の下令により、近いうちに実施予定のポートモレスビー作戦の研究を行なおうとしていた。アメリカ軍の上陸が判明すると「秋津洲」は不時着機の救助を命じられ、ガダルカナル方面に進出した。このフロリダ諸島の戦いで、同諸島配備の横浜海軍航空隊は玉砕した（宮崎司令官以下全滅、3名捕虜生存）。
8月8日夕刻、外南洋部隊指揮官三川軍一中将が指揮する重巡洋艦「鳥海」、「青葉」、「加古」、「衣笠」、「古鷹」ほかと遭遇し、情報を交換した。その際、迷彩を施した「秋津洲」は敵艦と誤認されかけた。これが前述の「厚化粧」発言につながった。従軍記者として旗艦「鳥海」艦橋にいた丹羽文雄記者は、「秋津洲」との遭遇について以下のように描写している。
8月10日、「秋津洲」はラバウルに帰投した。
8月15日、「秋津洲」と「秋風」はラバウルを出撃し、飛行艇補給・整備のためショートランド泊地に進出する。
同泊地でもB-17重爆の空襲を受けるが、特に被害はなかった。
第二次ソロモン海戦直前の8月22日には、駆逐艦「陽炎」に燃料補給を行った事も記録されている。
その後も各地で飛行艇の母艦任務、索敵哨戒等に従事した。また、艦形を活かして基地設営、物資輸送、魚雷艇の輸送、工作艦任務などにも活躍した。

9月22日、「秋津洲」と「秋風」は一旦ショートランド泊地からラバウルへ戻った。
9月25日附で第十一航空艦隊附属。以後もショートランド泊地を拠点にソロモン諸島で行動した。
12月3日、秋津洲艦長は黛治夫大佐から高尾儀六大佐に交代。砲術科の黛にとって後方支援艦の「秋津洲」艦長は本意でなかったが、艦長任期中に戦死者を出さなかったことについては「艦長として感謝のきわみである」と回想している。
12月4日、新艦長を迎えた「秋津洲」はラバウルを出発した。12月12日に横須賀に到着。修理と整備を実施する。
12月24日、日本海軍は第十一航空艦隊と第八艦隊をもって南東方面艦隊を編成。「秋津洲」も南東方面艦隊附属となった。

### 昭和18年以降の行動
1943年（昭和18年）1月15日、「秋津洲」は横須賀を出発して再びソロモン諸島へ向かう。1月22日、カビエン到着。
1月23日、「秋津洲」と駆逐艦「羽風」がカビエン近海で行動中、「羽風」がアメリカ潜水艦の雷撃を受け沈没。
「秋津洲」は「羽風」の生存者約140名を救助した。1月24日にラバウル着。28日以降、ショートランド泊地に停泊する。飛行艇母艦として行動した。
2月下旬から、「秋津洲」は二五二空のソロモン方面からマーシャルへの移動に伴う輸送に従事。2月21日に駆逐艦「秋風」に護衛されてブインを出発し、ナウルへの揚陸後、ヤルートで「秋風」と別れ、それからルオット、ウェークへ揚陸を行った。ウェークには3月2日に着いている。続いて、内地帰還となる二〇一空のウェーク派遣隊をルオットへ運んだ。
3月24日、マキンからカントン攻撃に出撃しようとした飛行艇が離水時に転覆沈没し、同地にあった「秋津洲」はその乗組員のうち7名を救助した。
6月12日、「秋津洲」はラバウルを出発。翌日、北東方面強化のため「秋津洲」を約2か月間第二基地航空部隊に編入するとの命令が出る。
6月15日に第二基地航空部隊に編入され、第八〇一海軍航空隊柏原派遣隊の母艦を務めることになった「秋津洲」は、ヤルート、横須賀、函館を経て7月6日に柏原に到着。
北方方面の哨戒や、第五艦隊および第一水雷戦隊によるキスカ島撤退作戦に協力した。
8月26日、「秋津洲」艦長は藤牧美穂大佐（7月17日まで給油艦「尻矢」特務艦長）に交代する（高尾は11月23日より空母「海鷹」艦長）。
8月28日、「秋津洲」と第八〇一海軍航空隊は第21空襲部隊より除かれる。八〇一空の物件を搭載して8月29日に幌筵島を出発し、9月2日に横須賀へ到着した。
9月3日附で、「秋津洲」は連合艦隊附属に編入。
9月中旬、「秋津洲」は陸軍兵力の上海からトラック泊地への輸送「丁二号輸送作戦」に参加した。
9月16日、駆逐艦「山雲」と特設巡洋艦「護国丸」、特設巡洋艦「清澄丸」（駆逐艦「巻波」と合流予定）はそれぞれ呉を出発。
同日午後、旗艦「平安丸」（第一潜水戦隊司令官古宇田武郎少将）と「秋津洲」は駆逐艦「響」に護衛されて横須賀を出発。20日迄に上海市に到着。丁二号輸送部隊各艦は集結を終えた。
9月24日、輸送部隊（平安丸、護国丸、清澄丸、秋津洲、巻波、山雲、響）は上海を出撃。29日、響は燃料補給のためサイパン島へ向かう。
10月2日、丁二号輸送部隊はトラック泊地に到着。ラバウルに物資と人員を輸送し、10月9日にトラック帰投。
ここに丁二号輸送部隊は編成を解かれ、「護国丸」、「清澄丸」、「山雲」は丁四号輸送部隊に編入。第二輸送部隊（那珂、五十鈴、清澄丸、護国丸、山雲）としてトラックを出発した。「秋津洲」は10月14日にトラック泊地を出発し、21日に横須賀へ戻った。
12月3日、秋津洲は海防艦「天草」に護衛されて横須賀を出撃。12月9日に2隻はトラック泊地に着き、しばらくトラック泊地で待機した。
1944年（昭和19年）2月上旬、「秋津洲」はポナペ島への輸送作戦に従事した。「秋津洲」（独立混成第五連隊、約1000名）は海防艦「隠岐」に護衛され、2月8日にポナペ島に到着。2月11日、2隻はトラック泊地に到着した。2月中旬、「秋津洲」はトラック島空襲に遭遇した。2月17日のトラック泊地空襲時、「秋津洲」は特設運送船「愛国丸」よりメレヨン島行きの海軍第68警備隊を受け入れており、「日豊丸」と共にメレヨン島へ向かう予定だった。この空襲で「愛国丸」が沈没し、第68警備隊司令も後日死亡した。
同泊地脱出後の「秋津洲」はメレヨン島に立ち寄り（19-22日）、パラオから出迎えに来た駆逐艦「早波」と2月24日朝に合同。
2月25日昼前、「秋津洲」、「早波」はパラオに到着した。3月4日にパラオを出発し、サイパンを経由（7-9日）して、駆逐艦「島風」、「雷」に護衛されつつ、3月14日に横須賀到着。
同時期、日本海軍は工作艦「明石」や多数の特設工作艦を喪失。それにともない「秋津洲」も工作艦として投入されることになった。

### 沈没
1944年（昭和19年）7月20日附で「秋津洲」は連合艦隊附属となった。
8月1日、第三段作戦新兵力部署の発令により、「秋津洲」は第一遊撃部隊指揮官栗田健男中将・第二艦隊司令長官に編入された。8月30日まで呉で戦備作業を実施した。
9月8日、ヒ75船団の護衛艦（空母神鷹、駆逐艦夕月、卯月、海防艦三宅、満珠、干珠）、加入船舶（秋津洲、西貢丸、浅間丸、雄鳳丸、良栄丸、日栄丸、万栄丸、あまと丸、東邦丸、せりあ丸）は、シンガポールを目指して日本本土（門司）を出撃。立ち寄った先の伊万里港では、「秋津洲」の内火艇が船舶間の連絡に用いられることになった。
9月12日夕刻に「浅間丸」は台湾基隆市へ向かい、残るヒ75船団は9月13日に高雄市へ到着。9月14日、「海防艦18号」、水雷艇「鵯」、「第28号掃海艇」と油槽船「富士山丸」、「黒潮丸」、「大邦丸」を加えて出港した。
9月17日、「秋津洲」、「西貢丸」、第30駆逐隊（夕月、卯月）はヒ75船団から分離してフィリピンマニラ港へ向かう。夕刻、駆逐艦「秋風」が合流。
9月18日午前10時40-50分頃、アメリカ潜水艦「フラッシャー」の雷撃で、「西貢丸」が轟沈。第30駆逐隊は対潜掃蕩作戦を行い、「秋津洲」は「秋風」と共に退避するも途中で「秋風」を対潜掃蕩へ向かわせた。「秋津洲」ば単艦でマニラに先行した。
だが同地は既にアメリカ軍機動部隊の脅威にさらされていた。

そこで日本軍は、アメリカ軍機動部隊艦載機の行動圏外と判断していたコロン島（コロン湾）に艦船を退避させることにした。
9月23日昼過ぎ、第三南遣艦隊はマニラからコロン湾に避退した艦船に、マニラへ戻るよう命じる。だがアメリカ軍機動部隊は去っていなかった。
9月24日、「秋津洲」は退避した先のコロン湾で、特務艦（元水上機母艦）「神威」等と共に米空母艦載機の攻撃を受ける。「秋津洲」は対空戦闘で撃墜1機を記録するも、午前9時頃に直撃弾を受けて爆発。間もなく沈没した。「秋津洲」の他に、給糧艦「伊良湖」、給油艦「興川丸」等も沈没した。秋津洲が工作艦として第一遊撃部隊を支援する機会はなかった。
11月10日、軍艦「秋津洲」は水上機母艦から削除。また帝国軍艦籍から除籍された。
「秋津洲」最後の艦長となった藤牧は、12月5日より運送艦（特務艦）「神威」特務艦長となった。
ビサヤ諸島の戦いでコロン湾が米軍に占領された後、海面に油膜が浮かんでくるのを確認した米軍は潜水艦救難艦｢チャンティクリアー｣（USS Chanticleer, ASR-7）による調査を行い、終戦直後の1945年（昭和20年）8月28日、水深33m地点に沈んでいる秋津洲を発見した。
現在ではダイビングの沈船スポットになっており、2015年時点でも海底に沈む秋津洲の船体を観察することができる。

## 簡易艦歴表
- 1940年10月29日 川崎重工神戸にて起工。
- 1941年
  - 6月30日 命名、水上機母艦に類別。
  - 7月25日 進水。
- 1942年4月29日 竣工、横須賀鎮守府籍。
  - 5月15日 横須賀出港、19日サイパン入港、24日ラバウル入港。
  - 8月8日 三川軍一中将が指揮する第八艦隊と遭遇。
  - 8月16日 ショートランド方面に進出。
  - 12月12日 横須賀入港
- 1943年1月15日 横須賀出港、22日カビエン入港、24日ラバウル入港。
  - 3月12日 マキン入港。八〇二空所属飛行艇の母艦として従事。
  - 6月6日 イミエジ出港、八〇二空の損傷飛行艇を輸送。
  - 6月15日 第21空襲部隊に編入[195]。
  - 7月6日 ケ号作戦支援のため幌筵島柏原湾に入港、8月29日まで同島で待機[196]。
- 1944年2月17日 トラック島空襲、損傷を受ける。
  - 3月14日 横須賀入港
  - 4月2日 入渠、13日出渠
  - 8月2日-30日 呉で工作艦設備を付与[196][197]。31日佐世保へ回航。
  - 9月5日 佐世保出港、13日高雄入港、18日マニラ入港、22日コロン湾入港。
  - 9月24日 コロン湾にて艦上機の攻撃により戦没。
  - 11月10日 除籍

## 歴代艦長
※脚注無き限り『艦長たちの軍艦史』191頁「日本海軍史』第9巻の「将官履歴」に基づく。

### 艤装員長
1. 岩淵三次 大佐：1941年11月1日[51] - 3月25日[54]
2. 黛治夫 大佐：1942年3月25日[54] - 4月29日[65]

### 艦長
1. 黛治夫 大佐：1942年4月29日[65] - 12月3日[118]
2. 高尾儀六 大佐：1942年12月3日[118] - 8月26日[138]
3. 藤牧美徳 大佐：1943年8月26日[138] - 1944年10月6日[193]

## 同型艦
- 千早（ちはや）- 仮称第303号艦。戦時建造計画（マル急計画）で計画。1942年（昭和17年）7月25日、川崎重工業艦船工場(神戸)で起工も直後に建造中止、解体[30]。
- 第5031,5032,5033号艦 - 改⑤計画で計画、後に建造とりやめ[39]。